# Sinagoga Maghen Abraham
La Sinagoga Maghen Abraham (en àrab:كنيس ماغين أبراهام) és una de les principals sinagogues del Líban. La sinagoga més antiga és la Sinagoga de Sidó, que va ser construïda l'any 833, però es creu que aquesta descansa en una sinagoga més antiga que data de la destrucció del Segon Temple de Jerusalem l'any 66 DC. Situada a l'antic barri jueu de Wadi Abu Jamil a Beirut, va ser abandonada després que els bombardejos israelians van destruir la sinagoga durant la guerra civil libanesa. La restauració de la sinagoga va començar entre maig de 2009 i agost de 2010.